# Liste der Präsidenten von Indonesien
Dies ist eine Liste der Präsidenten von Indonesien. Die Liste gibt alle amtierenden Präsidenten seit der Unabhängigkeit am 17. August 1945 in chronologischer Reihenfolge wieder.
| Präsidenten der Republik Indonesien | Präsidenten der Republik Indonesien | Präsidenten der Republik Indonesien | Präsidenten der Republik Indonesien | Präsidenten der Republik Indonesien | Präsidenten der Republik Indonesien | Präsidenten der Republik Indonesien |
| #                                   | Bild                                | Name                                | Leben                               | Amtsantritt                         | Amtsaustritt                        | Partei                              |
| ----------------------------------- | ----------------------------------- | ----------------------------------- | ----------------------------------- | ----------------------------------- | ----------------------------------- | ----------------------------------- |
| 1                                   | Sukarno                             | Sukarno                             | 1901–1970                           | 18. August 1945                     | 12. März 1967                       | PNI                                 |
| 2                                   | Suharto                             | Suharto                             | 1921–2008                           | 12. März 1967                       | 21. Mai 1998                        | Golkar                              |
| 3                                   | Bacharuddin Jusuf Habibie           | Bacharuddin Jusuf Habibie           | 1936–2019                           | 21. Mai 1998                        | 20. Mai 1999                        | Golkar                              |
| 4                                   | Abdurrahman Wahid                   | Abdurrahman Wahid                   | 1940–2009                           | 20. Oktober 1999                    | 23. Juli 2001                       | PKB                                 |
| 5                                   | Megawati Sukarnoputri               | Megawati Sukarnoputri               | * 1947                              | 23. Juli 2001                       | 20. Oktober 2004                    | PDI-P                               |
| 6                                   | Susilo Bambang Yudhoyono            | Susilo Bambang Yudhoyono            | * 1949                              | 20. Oktober 2004                    | 20. Oktober 2014                    | PD                                  |
| 7                                   | Joko Widodo                         | Joko Widodo                         | * 1961                              | 20. Oktober 2014                    | 20. Oktober 2024                    | PDI-P                               |
| 8                                   | Prabowo Subianto                    | Prabowo Subianto                    | * 1951                              | 20. Oktober 2024                    | amtierend                           | Gerindra                            |

## Parteien Farblegende
| Farbe | Partei                                               |
| ----- | ---------------------------------------------------- |
|       | Indonesische Nationalpartei (PNI)                    |
|       | Partei funktioneller Gruppen (Golkar)                |
|       | Nationale Erweckungspartei (PKB)                     |
|       | Demokratische Partei des Kampfes Indonesiens (PDI-P) |
|       | Demokratische Partei (PD)                            |
|       | Partei der Bewegung Großes Indonesien (Gerindra)     |